# Crua
Crua é o segundo álbum de estúdio da cantora de fado portuguesa Aldina Duarte. 

Foi lançado em 2006 pela editora EMI.
 
Contém 12 faixas, todas com poemas de João Monge.
Este trabalho esteve duas semanas, por alturas de Fevereiro de 2006, no Top Oficial da AFP, tabela dos 30 álbuns mais vendidos em Portugal, tendo entrado para a 18ª posição, o seu lugar cimeiro.

## Faixas
1. "A saudade anda descalça" - 02:32
2. "A estação das cerejas" (João Monge/ João Maria dos Anjos (Fado João Maria dos Anjos)) - 03:54
3. "Luas brancas" - 02:13
4. "Andei a ver de ti" - 02:48
5. "Dor feliz" - 02:39
6. "Deste-me tudo o que tinhas" - 03:48
7. "Flor do cardo" - 03:43
8. "A estação dos lirios" - 04:02
9. "Xaile encarnado" - 02:44
10. "O Cachecol do Fadista" - 02:26
11. "À porta da vida" - 03:01
12. "O Sorriso Das Águas" - 03:31